# Dubravko Pavličić
Dubravko Pavličić (Zagreb, 28 de novembro de 1967 - 4 de abril de 2012) foi um ex-futebolista profissional croata que atuava como defensor.
Foi uma das membros ativos da campanha da Iugoslávia campeã da Copa do Mundo FIFA Sub-20 de 1987. Fez-se presente em todos os minutos, atuando na final (na qual foi um dos jogadores que participaram da decisão por pênaltis, convertendo sua cobrança) contra a Alemanha Ocidental mesmo tendo perdido dentes em choque com Matthias Sammer na semifinal (contra a Alemanha Oriental.
Posteriormente, Pavličić integrou a Seleção Croata de Futebol na Eurocopa de 1996. Na época, jogava no Hércules de Alicante, pelo qual chegou a marcar gol em recordado triunfo sobre o Barcelona de Ronaldo: os catalães haviam aberto 2-0 e recuperariam a liderança em La Liga, mas sofreram virada para 3-2. Pavličić marcou o primeiro gol da reação, ainda no primeiro tempo, em jogo que terminou visto como ponto de inflexão do adversário naquela temporada - mesmo tendo o ataque mais positivo, o Barcelona não conseguiria mais ultrapassar o Real Madrid, que terminaria campeão.
Com carreira desenvolvida na Espanha, Pavličić faleceu neste país em decorrência de um câncer.